# María Tubau
María Tubau, nom artístic de María Álvarez Tubau (Madrid, 4 de maig de 1854 - ibíd., 13 de març de 1914) va ser una actriu espanyola, coetània de María Guerrero.

## Biografia
Filla de Mercedes Tubau, natural de Barcelona, i de Manuel Álvarez Robles, asturià d'Avilés, va néixer a Madrid, al carrer d'Espoz y Mina. Es va iniciar en la interpretació a l'edat de 12 anys al costat de Matilde Díez i Teodora Lamadrid. També va passar temporades a Andalusia amb la companyia de l'actor Victorino Tamayo. Va aconseguir certa popularitat com a actriu còmica i en el gènere denominat teatre romàntic. Era una actriu que es caracteritzà per la seva sobrietat, mesura i naturalitat.
Després d'un primer matrimoni que l'allunyà dels escenaris durant quatre anys, en quedà vídua el 1877. Tornà aleshores al teatre, per treballar al Teatre Apolo amb Antonio Vico fins al 1880, any en què començà a treballar amb l'empresari Emilio Mario al Teatre de la Comedia.

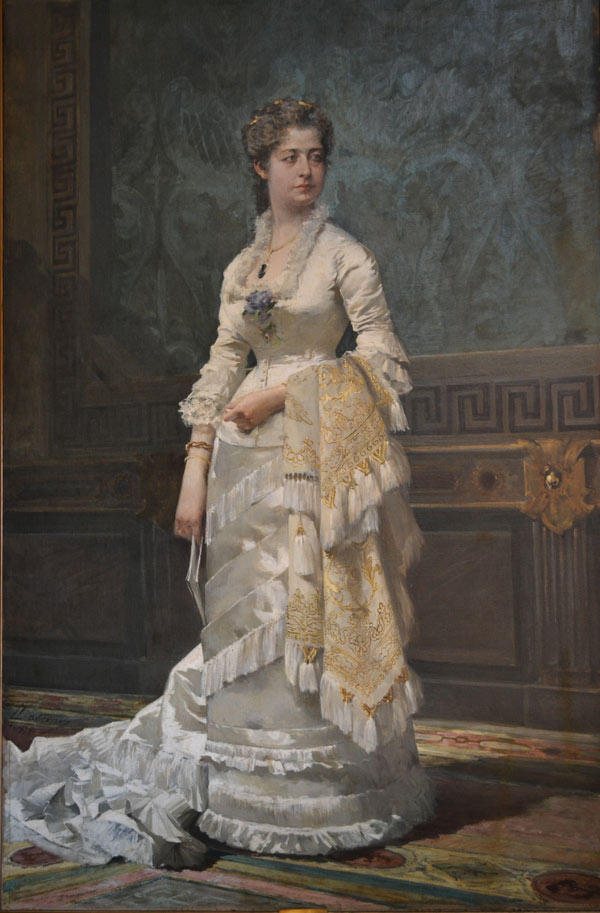
Caracteritzada com La dama de las camelias

Es casaria de nou el 1882 amb el dramaturg i director de teatre Ceferino Palencia i arribà a ser una de les intèrprets més destacades de l'escena madrilenya. Va formar, juntament amb el seu marit, la seva pròpia companyia teatral, que s'anomenà Ceferino Palencia-Tubau, amb seu al Teatre de la Princesa, en la qual ella era la primera actriu i representava moltes obres del seu marit.
Va interpretar obres d'autors espanyols coetanis seus, com Vital Aza, Ramos Carrión, Eusebio Blasco i Benito Pérez Galdós (en una singular i polèmica interpretació de Doña Perfecta, en la seva discutida versió teatral estrenada el 1896). També va posar en escena obres de neoclassicistes il·lustrats com Leandro Fernández de Moratín o Bretón de los Herreros, però la seva major aportació al panorama teatral espanyol va ser la introducció de dramaturgs francesos com Henry Bataille, Victorien Sardou o Alexandre Dumas (fill).

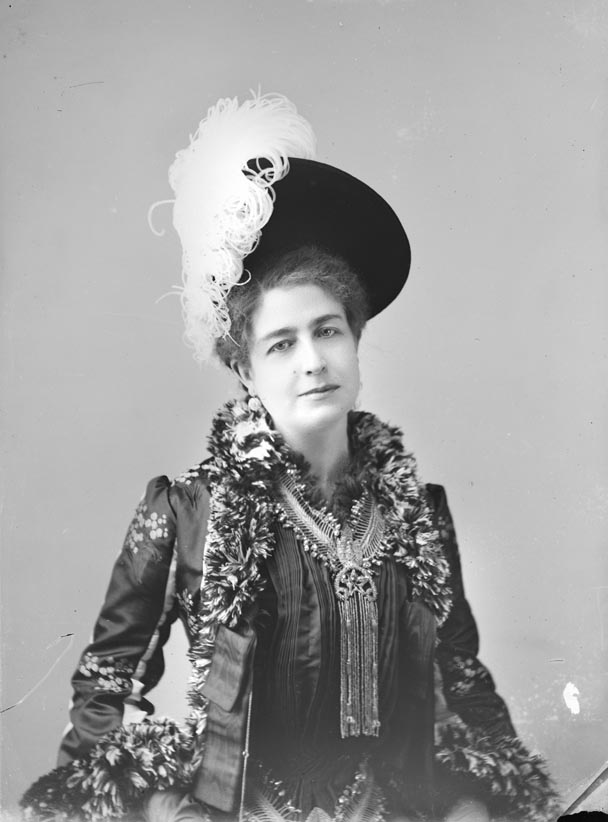
María Tubau

Amb 37 anys va ser nomenada "Doctora en Art Dramàtic" en un document publicat el 1891 i signat per José Zorrilla, Nuñez d'Arce, Campoamor, Emilio Castelar i José de Echegaray, entre altres periodistes, polítics i intel·lectuals de l'època.
Va fer gires per Espanya i Amèrica, durant les quals va actuar a Mèxic, Argentina, Uruguai o Cuba. Mentre era a l'Havana, el 1897, hi va coincidir amb el director de cinema francès Gabriel Veyre, que havia arribat a l'illa amb el cinematògraf Lumière, del qual era representant. A petició de Maria Tubau va filmar Simulacro de incendio, en la qual ella intervingué, i és considerada la primera pel·lícula rodada a Cuba.
Des de 1904 va ser professora del Conservatori de Música i Declamació de Madrid. Va morir el 1914. El seu llegat (Llegat Palencia-Tubau) va quedar dipositat al Museo Nacional del Teatro d'Almagro. Un carrer de Madrid porta el seu nom.
L'escriptora, periodista i diplomàtica espanyola Isabel Oyarzábal, que va treballar a la seva companyia els anys 1905-06 amb el nom d'Isabel Aranguren, va ser la seva jove, en casar-se amb el seu fill Ceferino Palencia Álvarez (Tubau).